# Papiasz z Hierapolis
Papiasz z Hierapolis, cs. Swiaszczennomuczenik Papij Ierapolskij – biskup Hierapolis w Azji Mniejszej, teolog, jeden z ojców apostolskich, żyjący prawdopodobnie w latach 70–135, męczennik, święty Kościoła katolickiego i prawosławnego.

## Życie
O życiu Papiasza niewiele wiadomo. Ireneusz z Lyonu nazywa Papiasza uczniem Jana i „słuchaczem apostołów”, a ponadto „towarzyszem Polikarpa”. Jego Hierapolis, to dzisiejsze Pamukkale w Turcji, miejscowość leżąca niedaleko Kolosów (zob. List do Kolosan) oraz Laodycei. Dzieło Papiasza św. Ireneusz cytuje w Adversus haereses, zajmując wobec niego pozycję neutralną. Euzebiusz z Cezarei w „Historii Kościoła” wypowiada się zaś o Papiaszu w tonie lekceważącym, jako o człowieku ograniczonym, który dosłownie interpretował figuratywny język tradycji apostolskiej i był zwolennikiem chiliazmu. Jednocześnie powątpiewał w jego związek ze św. Janem, gdyż sam Papiasz pisał o sobie jako słuchaczu „prezbitera Jana” oraz Aristiona, nieco wcześniej wymieniając prawdopodobnie innego Jana jako jednego z apostołów i odróżniając go od prezbiterów, którzy uczą o słowach apostołów. Opierając się na wypowiedzi Papiasza, niektórzy sądzą, że wymieniony przez niego Jan Prezbiter, to Jan Starszy, jeden z ostatnich uczniów Jezusa, uważany przez tych badaczy za rzeczywistego autora Listów Jana oraz Apokalipsy.

## Dzieło
Święty Papiasz znany jest, jako autor Kyriakon logion exegesis (Κυριακῶν Λογίων Ἐξηγήσις) - pięciu ksiąg poświęconych interpretacji logiów Jezusa powstałych około roku 130, a które to księgi przetrwały jedynie we fragmentach, w dziełach św. Ireneusza z Lyonu oraz Euzebiusza z Cezarei. 
W obecnej postaci dzieło Papiasza opisuje powstanie dwóch pierwszych Ewangelii i w tym tkwi jego zasadnicze znaczenie. Zgodnie ze świadectwem Papiasza św. Marek, jako tłumacz św. Piotra, zapisał zgodnie z prawdą czyny i słowa Jezusa głoszone przez Piotra, choć nie wszystko we właściwej kolejności, a św. Mateusz spisał „wyrocznie” (logia) Jezusa po hebrajsku, które później każdy tłumaczył możliwie jak najlepiej. Dużą część dzieła Papiasza stanowiły interpretacje „wyroczni” Pana, nie tylko takich jakie znamy z Ewangelii, ale również tych nie spisanych (agrafa), które najprawdopodobniej krążyły wśród chrześcijan tamtego czasu, przekazywane w tradycji ustnej. Użyty przez niego zwrot „słowa Pana” dał asumpt do dociekań egzegetów nad istnieniem niezachowanej pisemnej relacji pierwszych uczniów nauk pochodzących bezpośrednio z ust Jezusa i nazwanych Źródłem mów Pańskich – Q.

## Kult
Istnieją podstawy do przypuszczeń, iż Papiasz poniósł męczeńską śmierć wraz ze św. Polikarpem ze Smyrny. Data jego śmierci byłaby wówczas późniejsza tzn. ok. 155. 
Za swoje dzieło i domniemaną śmierć męczeńską został uznany przez Kościół rzymskokatolicki za świętego. Zaliczono go również do grona ojców apostolskich.
Wspomnienie liturgiczne Papiasza obchodzone jest w Kościele katolickim 22 lutego.
Kościół prawosławny wspomina męczennika 22 lutego/7 marca (6 marca, gdy luty ma 29 dni).